# Ed i Lorraine Warrenowie
Edward „Ed” Warren Miney (ur. 7 września 1926, zm. 23 sierpnia 2006) i Lorraine Rita Warren (z d. Moran; ur. 31 stycznia 1927, zm. 18 kwietnia 2019) – amerykańskie małżeństwo badaczy zjawisk nadprzyrodzonych, autorzy publikacji na temat rzekomych nawiedzeń. Edward był demonologiem samoukiem, pisarzem i wykładowcą, a Lorraine domniemaną jasnowidzką i medium, blisko współpracującą z mężem.
W 1952 roku Warrenowie założyli New England Society for Psychic Research (NESPR), najstarszą w Nowej Anglii grupę zajmującą się badaniem nawiedzeń i opętań. Napisali bądź współtworzyli kilka książek o zjawiskach nadprzyrodzonych, w których badanie byli zaangażowani; sami twierdzili, że przez kilkadziesiąt lat działalności zbadali ponad dziesięć tysięcy takich spraw. Byli jednymi z pierwszych badaczy zaangażowanych w sprawę nawiedzenia w Amityville. Według Warrenów i powiązanych z nimi mediów, NESPR współpracuje m.in. z lekarzami, badaczami, policjantami, pielęgniarkami, studentami i kapłanami różnych wyznań. Spopularyzowane przez nich domniemane przypadki zjawisk nadprzyrodzonych zaadaptowane zostały na filmy, seriale telewizyjne i dokumenty, w tym m.in. filmowe serie Amityville i Obecność.
Warrenowie wielokrotnie oskarżani byli przez sceptyków o mistyfikacje. Dziennikarze Perry DeAngelis i Steven Novella po zbadaniu dowodów, jakie przedstawiało małżeństwo, uznali je za „bajeranctwo”. Badacze Joe Nickell i Benjamin Radford stwierdzili, że najbardziej znane sprawy, w jakie było zaangażowane małżeństwo – nawiedzenia w Amityville i rodziny Snedekerów – nigdy się nie wydarzyły i zostały zmyślone.

## Najważniejsze śledztwa

### Annabelle
Według Warrenów w 1968 roku dwie współlokatorki stwierdziły, że ich szmaciana lalka została opętana przez ducha młodej dziewczyny imieniem Annabelle Higgins. Warrenowie zabrali lalkę, stwierdzając, że jest „opętana przez nieludzki byt”, i wystawili ją na ekspozycji w swoim muzeum okultyzmu. Domniemana nawiedzona lalka stała się inspiracją dla kilku filmów z serii Obecność, w tym przede wszystkim Annabelle.

### Rodzina Perronów
W 1971 roku Warrenowie zaangażowali się w sprawę domu rodziny Perronów z Harrisville w Rhode Island, który ich zdaniem nawiedzany był przez ducha wczesnodziewiętnastowiecznej wiedźmy. Stwierdzili, że rzekoma wiedźma – Bathsheba Sherman – przeklęła ziemię, żeby każdy, kto na niej zamieszka, zginął straszną śmiercią. Sprawa ta stała się kanwą dla filmu Obecność (2013). „USA Today” przeprowadziło opierające się na faktach śledztwo w tej sprawie, stwierdzając, że była to mistyfikacja.

### Nawiedzenie w Amityville

Domniemany nawiedzony dom w Amityville (1973).

Najbardziej znaną sprawą, w jaką zaangażowali się Warrenowie, jest domniemane nawiedzenie domu w Amityville. Małżeństwo George’a i Kathy Lutzów twierdziło, że ich nowy dom jest nawiedzony przez brutalną demoniczną siłę, która zmusiła ich do wyprowadzki po zaledwie dwudziestu ośmiu dniach. Stephen i Roxanne Kaplan, autorzy książki The Amityville Horror Conspiracy, stwierdzili, że cała sprawa była „szwindlem”, czemu zaprzeczyła Lorraine Warren. Domniemane nawiedzenie stało się inspiracją dla książki Jaya Ansona Amityville Horror, jej ekranizacji z 1979 i 2005 roku oraz licznych ich kontynuacji. Wersja wydarzeń według Warrenów została częściowo przedstawiona we wstępie filmu Obecność 2 (2016). Zdaniem pisarza Benjamina Radforda, historii nawiedzenia w Amityville zaprzeczyli „naoczni świadkowie, śledczy i materiały dowodowe”. W 1979 roku prawnik William Weber – obrońca Ronalda DeFea Jr., który rok przed wprowadzeniem się do domu Lutzów zamordował w nim całą swoją rodzinę – stwierdził, że wraz z Ansonem i Lutzami wymyślili tę historię „po wypiciu zbyt wielu butelek wina”.

### Poltergeist z Enfield
W 1977 Warrenowie próbowali zająć się sprawą domniemanego nawiedzenia przez poltergeista domu w podlondyńskim Enfield. Wielu niezależnych obserwatorów uznało doniesienia o nawiedzeniu za mistyfikację wymyśloną przez „głodne uwagi dzieci”, Warrenowie byli przekonani, że doszło do „opętania przez demona”. Sprawę tę przedstawiono w Obecności 2, jednak zdaniem krytyków małżeństwo było zaangażowane w nią „w znacznie mniejszym stopniu, niż pokazano to w filmie”, a dodatkowo zjawili się na miejscu nieproszeni i odmówiono im wejścia do domu.
Parapsycholog Guy Lyon Playfair, który badał sprawę Enfield wraz z Maurice’em Grosse’em, również twierdzi, że w filmie znacząco wyolbrzymiono rolę Warrenów. W 2016 stwierdził, że „pojawili się raz”, a Ed Warren miał mu powiedzieć, że „na tej sprawie można zarobić sporo pieniędzy”. Potwierdził także, że Warrenowie pojawili się nieproszeni, a nikt z domowników „nigdy o nich nie słyszał, dopóki się nie pojawili”.

### Sprawa Arnego Johnsona
W 1981 roku dziewiętnastoletni Arne Cheyenne Johnson został oskarżony o zamordowanie swojego najemcy Alana Bona. Warrenowie kilka miesięcy wcześniej zaangażowani byli w rzekome opętanie opętania młodszego brata narzeczonej Johnsona, Davida Glatzela. Oskarżony miał podczas egzorcyzmów chłopaka pozwolić demonowi wejść w jego ciało. Podczas procesu sądowego Johnson próbował bezskutecznie dowodzić swojej niewinności, wskazując, że w momencie zabójstwa był opętany przez diabła. Wydarzenia te stały się kanwą filmu Obecność 3: Na rozkaz diabła (2021). W 1983 zostały opisane w książce Geralda Brittle’a Na rozkaz diabła, a w 2023 premierę miał wyprodukowany przez Netfliksa film dokumentalny Proces diabła. W dokumencie wypowiadają się członkowie rodziny Glatzelów. Jeden z braci Davida wspomina m.in., że Warrenowie w jego obecności bardzo wyraźnie powiedzieli, jak powinna zachowywać się opętana osoba, a chłopak robił dokładnie to, co usłyszał. „Opętania” przerwać mógł jedynie ojciec, który zirytowany pewnego dnia spoliczkował chłopca i nakazał mu przestać się wygłupiać, „a diabeł usiadł i się nie odzywał”. Wspomniał także, że po śmierci matki odkrył, że przez długi czas podawała ona rodzinie w posiłkach środek uspokajający, którego jednym ze skutków ubocznym są halucynacje, stąd Davidowi mogło wydawać się, że widział diabła. Warrenowie przekonali rodzinę do sprzedania im praw do napisania książki o opętaniu, obiecując, że zostaną milionerami. Za publikację Na rozkaz diabła Glatzelowie otrzymali 4,5 tys. USD, podczas gdy Warrenowie zarobili na książce ponad 81 tys. USD.

### Dom Snedekerów
W 1986 Warrenowie uznali, że dom rodziny Snedekerów, w którym dawniej mieścił się dom pogrzebowy, jest nawiedzany przez demony, które m.in. dokonują na domownikach gwałtów analnych. Wydarzenie to stało się podstawą dla wydanej w 1992 roku książki Raya Gartona Udręczeni: Historia prawdziwa. W 2002 nawiedzeniu poświęcono odcinek serialu Discovery Channel Duchy zatytułowany Duchy Connecticut, zaś w 2009 odbyła się premiera filmu Petera Cornwella Udręczeni, przedstawiająca sprawę z perspektywy Warrenów. Garton, którego małżeństwo wynajęło do napisania książki, w późniejszym czasie zakwestionował autentyczność spisanych przez niego relacji, twierdząc: „Ta rodzina miała naprawdę poważne problemy, w tym uzależnienie od alkoholu i narkotyków. Ich opowieści nie trzymały się kupy, co mocno mnie irytowało. Trudno jest pisać literaturę faktu, kiedy każdy świadek mówi coś zupełnie innego”. Od Warrenów usłyszał wówczas, że wszyscy, którzy się z nimi kontaktują, są szaleni, powinien bazować na materiale, który zebrał, a resztę wymyślić, „byle była straszna”. W rozmowie z innym badaczem zjawisk paranormalnych, Benjaminem Radfordem, Garton odniósł się do Lorraine Warren stwierdzeniem: „Gdyby powiedziała mi, że jutro rano wzejdzie słońce, zasięgnąłbym opinii kogoś innego”.

### Rodzina Smurlów
Małżeństwo Jack i Janet Smurlowie twierdzili, że w ich domu w Pensylwanii dochodzi do nadprzyrodzonych zjawisk, w tym doświadczają tajemniczych odgłosów i zapachów oraz manifestacji zjaw. Warrenowie w trakcie śledztwa uznali, że dom zamieszkują cztery duchy i sukkub, który seksualnie napastuje małżeństwo. Wydarzenia z perspektywy Smurlów zostały opisane w książce Przeklęty: Historia domu Smurlów (1986), zekranizowanej w formie filmu telewizyjnego Nawiedzony dom (1991).

### Union Cemetery
Zdaniem Eda Warrena Union Cementary w Easton w Connecticut nawiedzany jest przez ducha „Białej Damy”, którego udało mu się uwiecznić na taśmie, co opisał w książce Nawiedzenia: Historie prawdziwe (1992).

## Życie prywatne

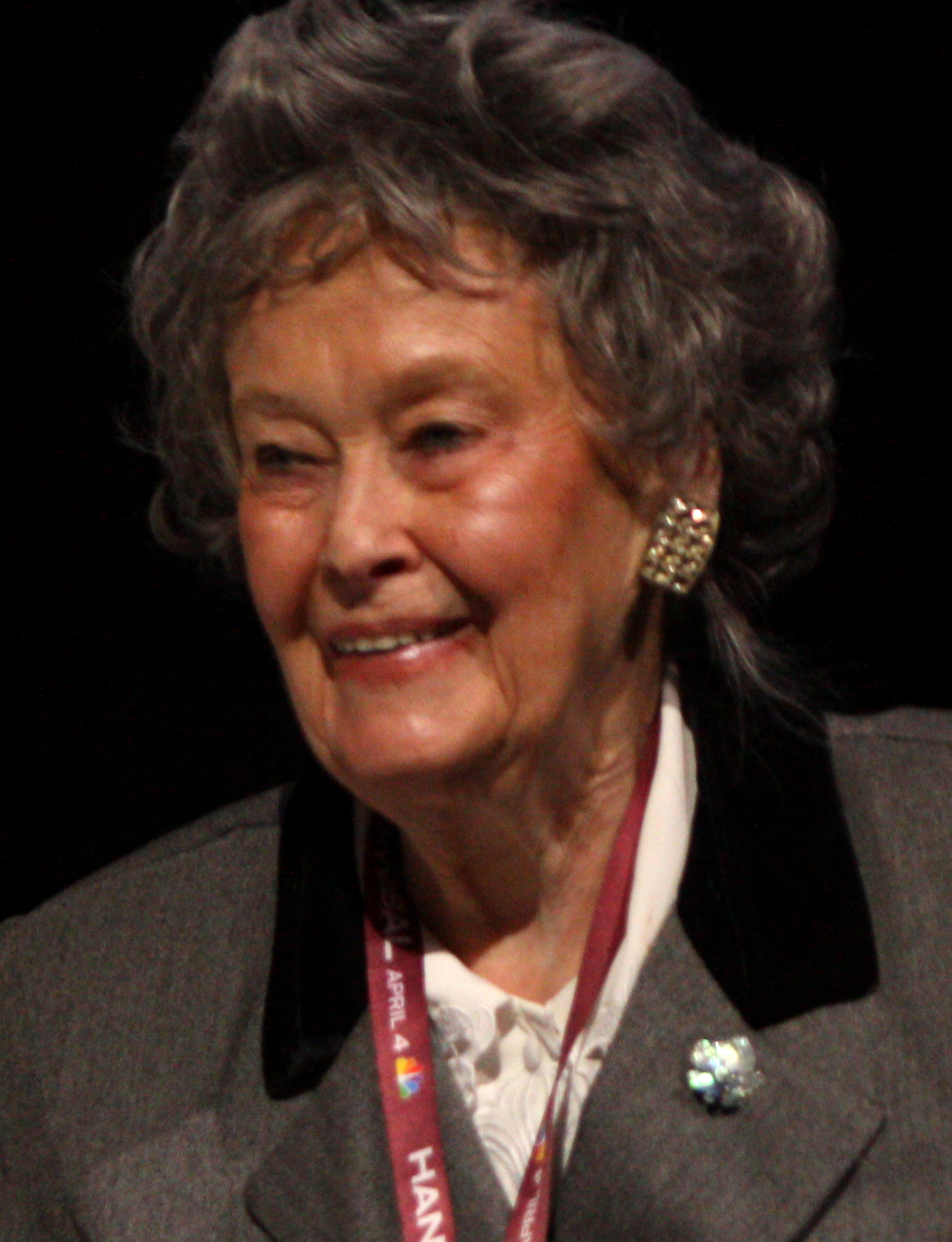
Lorraine Warren w 2013 r.

Oboje byli wyznania rzymskokatolickiego i uważali, że na demoniczne opętanie podatne są przede wszystkim osoby niewierzące. Pobrali się w 1945, rok później na świat przyszło ich jedyne dziecko – Judy. W 2017 niejaka Judith Penney stwierdziła, że przez czterdzieści lat miała romans z Edwardem, który rozpoczął się za zgodą Lorraine w 1963 roku, kiedy w świetle amerykańskiego prawa nie osiągnęła jeszcze wieku przyzwolenia. Edward zmarł 23 sierpnia 2006, a Lorraine 18 kwietnia 2019. Oboje zostali pochowani na Stepney Cemetery w Monroe.
Poza badaniem zjawisk paranormalnych Lorraine wraz z zięciem, Tonym Sperą, prowadziła na tyłach swojego domu w Monroe Warrens’ Occult Museum. Po śmierci Lorraine jego właścicielami zostali Judy i Tony. W muzeum wystawiono rzekomo nawiedzone przedmioty z całego świata, w tym wiele powiązanych ze sprawami, które badało małżeństwo. Warrenowie odpowiedzialni byli także za wyszkolenie kilku domorosłych demonologów, w tym m.in. Dave’a Considine’a i ich bratanka Johna Zaffisa.

## Krytyka
W 1997 roku w „Connecticut Post” opublikowano wywiad ze Stevenem Novellą i Perrym DeAngelisem, którzy dla New England Skeptical Society podjęli się zbadania działalności Warrenów. Stwierdzili, że są oni miłymi ludźmi, ale ich przekazy o duchach i demonach „są w najlepszym przypadku bezsensownymi opowiastkami z dreszczykiem, a w najgorszym niebezpiecznymi przekrętami”. Dziennikarze wykupili wycieczkę, żeby zapoznać się z dowodami, jakie małżeństwo zgromadziło na poparcie tezy o istnieniu zjawisk nadprzyrodzonych, w tym zdjęcia i nagrania, stwierdzając, że „to wszystko bajeranctwo”. Doszukali się błędów typowych dla fotografowania z lampą błyskową, zaś w zgromadzonych przedmiotach nie dostrzegli niczego złowrogiego. Jak stwierdził Novella: „Mają całą masę zmyślonych historii na temat tego, dlaczego jakiś dowód przepadł. Nie zajmują się przeprowadzaniem dochodzenia metodą naukową – od razu wysuwają wniosek, który potem za wszelką cenę starają się uargumentować religią”. Lorraine odparła zarzuty twierdząc, że „nie wszystko, co robią, ma oparcie w Bogu”.
W artykule „The Sydney Morning Herald” poświęconym weryfikacji tego, czy filmy o zjawiskach nadprzyrodzonych są oparte na prawdziwych wydarzeniach, śledztwo Novelli i DeAngelisa zostało uznane za dowód przeczący tej tezie. Novella na potrzeby artykułu dodał, że Warrenowie twierdzą, jakoby dysponowali naukowymi dowodami na istnienie zjawisk nadprzyrodzonych, ale kiedy chcieli je zbadać, „zastali miłych, szczerych ludzi, ale żadnych przekonujących dowodów”. Oboje zaznaczyli, że nie uważają, żeby Warrenowie kiedykolwiek intencjonalnie działali na czyjąś szkodę, ale ich twierdzenia wzmacniają w opinii publicznej wątpliwości odnośnie do prawdziwej metodologii naukowej.

### Jako autorzy
- Opętania: Historie prawdziwe (Ghost Hunters: True Stories from the World’s Most Famous Demonologists) – Warrenowie, Robert David Chase; wyd. St. Martin’s Press, 1989, ISBN 0-312-03353-2; wyd. pol. Replika, 2019, ISBN 978-83-66217-80-5
- Zaświaty: Historie prawdziwe (Ghost Tracks: Case Files of Ed & Lorraine Warren) – Cheryl A. Wicks, Warrenowie, wyd. AuthorHouse, 2004, ISBN 1-4184-6767-7; wyd. pol. Replika, 2022, ISBN 978-83-67295-31-4
- Nawiedzenia: Historie prawdziwe (Graveyard: True Hauntings from an Old New England Cemetery) – Warrenowie, Robert David Chase; wyd. St Martin’s Press, 1992, ISBN 0-312-08202-9; wyd. pol. Replika, 2022, ISBN 978-83-67295-57-4
- Przeklęty: Historia domu Smurlów (The Haunted: The True Story of One Family’s Nightmare) – Robert Curran, Jack i Janet Smurlowie, Warrenowie; wyd. St. Martin’s Press, 1988, ISBN 0-312-01440-6; wyd. pol. Replika, 2020, ISBN 978-83-67295-75-8
- Znękany: Przypadek Maurice’a Theriaulta (ang. Satan’s Harvest: A Shocking Case of Demonic Possession) – Warrenowie, Michael Lasalandra, Mark Merenda, Maurice i Nancy Theriaultowie; wyd. Graymalkin Media, 2014, ISBN 978-1-63168-016-8; wyd. pol. Replika, 2021, ISBN 978-83-66790-06-3
- Obecność: Historia opętania (Werewolf: A True Story of Demonic Possession) – Warrenowie, Robert David Chase, William Ramsey; wyd. St. Martin’s Press, 1991, ISBN 0-312-06493-4; wyd. pol. Replika, 2022, ISBN 978-83-67295-58-1

### Jako postacie
- Deliver Us from Evil: From the Files of Ed and Lorraine Warren – J.F. Sawyer; wyd. Phillips Publishing Company, 1973, ISBN 978-1-935856-85-6
- Amityville Horror (The Amityville Horror: A True Story) – Jay Anson; wyd. Prentice Hall, 1977, ISBN 978-1-9821-3826-4; wyd. pol. Vesper, 2019, ISBN 978-83-7731-335-0
- Demonolodzy: Ed i Lorraine Warren (The Demonologist: The Extraordinary Career of Ed and Lorraine Warren) – Gerald Brittle; wyd. Berkley Books, 1980, ISBN 978-1-935169-22-2; wyd. pol. Esprit, 2016, ISBN 978-83-65349-65-1
- Na rozkaz diabła: Ed i Lorraine Warren i sprawa z Connecticut (The Devil in Connecticut) – Gerald Brittle; wyd. Bantam Books, 1983, ISBN 0-553-23714-4; wyd. pol. Replika, 2023, ISBN 978-83-67867-27-6
- Udręczeni: Historia prawdziwa (In a Dark Place: The Story of a True Haunting) – Ray Garton; wyd. Villard, 1992, ISBN 0-394-58902-5; wyd. pol. Replika, 2020, ISBN 978-83-67295-76-5
- True Haunting of Borley Rectory: Conversations with Ed & Lorraine Warren, the Original Ghost Hunters – Taffy Sealyham; wyd. BookBaby, 2013, ISBN 978-1-935856-08-5

## Występy w mediach
- Lorraine pojawiła się w kilku odcinkach serialu dokumentalnego Discovery Channel Duchy, w którym opowiada o sprawach, przy których pracowała z mężem, oraz w programie Stan paranormalny poświęconym badaniu zjawisk nadprzyrodzonych. Oboje Warrenowie wystąpili również w programie Scariest Places on Earth[44][45].
- Lorraine pojawiła się w roli cameo w Obecności, gdzie wymieniona została także jako konsultantka[44].
- Lorraine wystąpiła w filmie dokumentalnym My Amityville Horror (2012), w którym wraz z synem Lutzów – Danielem – wraca do rzekomo nawiedzonego domu. Warrenowie pierwotnie odwiedzili dom w 1976, już po tym, jak rodzina uciekła z niego[44].

## Adaptacje filmowe
Na przestrzeni lat powstało kilka filmów i serii filmowych częściowo bądź w całości inspirowanych śledztwami, które przeprowadzili Warrenowie. Po części na ich przekazie bazują Horror Amityville (1979) i Amityville (2005). W 1991 roku studio 20th Century Fox wyprodukowało dwugodzinny film telewizyjny Nawiedzony dom, zrealizowany na podstawie Przeklętego: Historii domu Smurlów, w którym w Warrenów wcielili się Stephen Markle i Diane Baker. W 2009 do kin trafili Udręczeni, luźno inspirowani książką Gartona z 1986 roku.

### UniwersumObecności
Sprawy opisane w książkach przez Warrenów stały się podstawą dla serii filmów grozy, w których w małżeństwo wcielają się Patrick Wilson i Vera Farmiga. Pierwszy z nich, Obecność w reżyserii Jamesa Wana, trafił do kin w 2013 roku i inspirowany był nawiedzeniem domu Perronów. W 2014 premierę miała Annabelle, pierwszy spin-off cyklu, w którym nie pojawiają się Warrenowie. Postacie powracają w Obecności 2 (2016) inspirowanej sprawą poltergeista z Enfield, pojawiają się gościnnie w Zakonnicy (2018) poświęconej Walak – demonicznej zakonnicy będącej główną antagonistką Obecności 2 – następnie zaś ponownie jako główni bohaterowie występują w Anabelle wraca do domu (2019) i Obecności 3: Na rozkaz diabła (2021). Na rok 2024 planowana jest premiera czwartej części Obecności, The Conjuring: Last Rites.